# Henry Lane Wilson

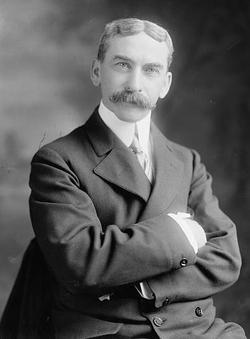
Henry Lane Wilson

Henry Lane Wilson (3 november 1859 - 22 december 1932) was een Amerikaans diplomaat. Hij werd in 1909 aangesteld als ambassadeur in Mexico. In 1910 brak de Mexicaanse Revolutie uit en Francisco I. Madero kwam aan de macht. Wilson was een tegenstander van Madero. Hij vond hem te zwak en was bang dat de politieke chaos in Mexico schadelijk zou zijn voor het Amerikaanse zakenleven. Tijdens de decena trágica van februari 1913, waarbij Félix Díaz poogde Madero uit het zadel te stoten, zwoer Wilson samen met Díaz, Aureliano Blanquet en Victoriano Huerta. Deze laatste was bevelhebber van de Maderogetrouwe troepen. Nadat de meeste van Huerta's soldaten waren uitgeschakeld liep hij over naar Díaz. Madero werd gevangengenomen, afgezet en vier dagen later gedood.
Wilson was trots op zijn eigen rol in deze staatsgreep, en stuurde triomfantelijk een telegram naar de Amerikaanse regering: "Ik heb de eer u mede te delen dat ik deze regering omver heb geworpen... van nu af aan zullen vrede en voorspoed heersen." De Amerikaanse regering was minder enthausiast, en weigerde de regering-Huerta. Na het aantreden van president Woodrow Wilson (geen familie) werd hij uit zijn post ontheven. Hoewel de precieze rol van Wilson omstreden is, wordt hij door de meeste historici als een van de hoofdverantwoordelijken voor de moord op Madero gezien.